# Barleria hirta
Barleria hirta är en akantusväxtart som beskrevs av Anna Amelia Obermeyer. Barleria hirta ingår i släktet Barleria och familjen akantusväxter. Inga underarter finns listade i Catalogue of Life.